# Giovanni van Houbraken

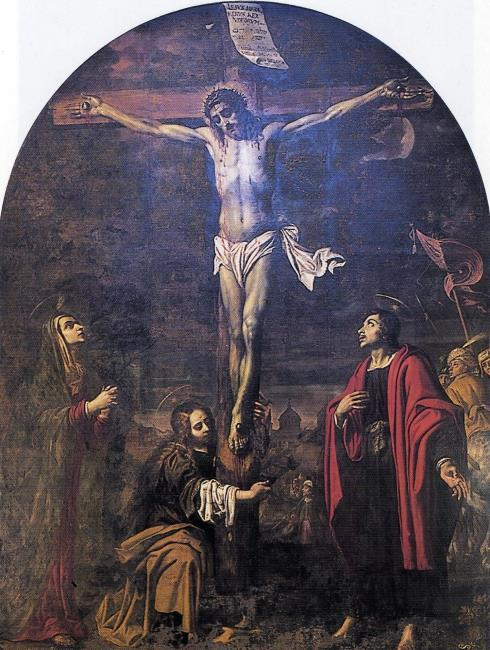
Compianto del Cristo sulla Croce

Giovanni van Houbraken (Fiandre, 1612 – 23 maggio 1676) è stato un pittore fiammingo.

## Biografia
Joannes van Houbraken, Jan van Houbraken o Giovanni van Houbraken, pittore fiammingo, fu padre di Ettore van Houbraken e nonno di Nicola van Houbraken.
Discepolo di Pietro Paolo Rubens e di Matthias Stomer. Nel 1635 è già documentato attivo in Sicilia e nel 1640 residente stabile a Messina.
In seguito alla rivolta antispagnola di Messina del 1674 ripara con tutta la famiglia a Livorno.

## Opere
- XVII secolo, Martirio di San Placido, dipinto su tela, opera documentata nella chiesa di San Giovanni Battista del Collegio dei Gesuiti di Messina.[1][3]
- XVII secolo, Transito della Vergine, dipinto su tela, opera documentata nella chiesa della Santissima Annunziata di Messina.[1][4][5]
- XVII secolo, Assunta, dipinto su tela, opera documentata nella chiesa della Santissima Annunziata di Messina.[1]
- XVII secolo, Madonna raffigurata nell'atto di porgere il Bambino a San Francesco d'Assisi, dipinto su tela, opera documentata nell'Oratorio dei Mercanti di Messina.[1][6]

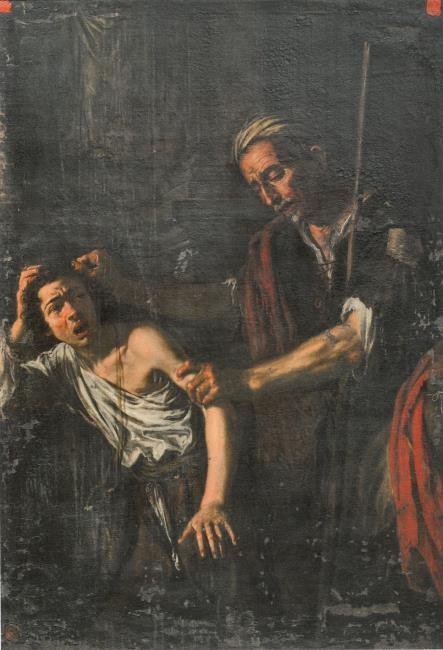
Tatto

- XVII secolo, Apparizione della Vergine e Apparizione dell'Angelo a San Francesco, dipinti su tela, opere documentate nella chiesa di San Francesco dei Mercanti di Messina.[7]
- XVII secolo, Santi Martiri Crocifissi, ciclo di quattro dipinti su tela, opere documentate nella chiesa di San Nicolò dei Gentiluomini di Messina.[1][8]
- XVII secolo, San Giuseppe, dipinto su tela, opera documentata nella chiesa di Sant'Alberto Confessore fuori «Porta Zaera» a Messina.[1]
- XVII secolo, Santi Martiri Giapponesi, dipinto su tela, opera documentata nella chiesa di San Francesco Saverio di Messina.[2]
- 1635, Seppellimento dei corpi di San Placido e dei suoi compagni martiri, olio su tela, opera documentata nell'Oratorio della Compagnia dei Mercanti sotto il titolo di «San Francesco alle Stimmate», oggi custodita al Museo regionale di Messina.
- 1657, Compianto del Cristo sulla Croce, dipinto su tela, opera custodita nella basilica di Santa Maria Assunta di Randazzo.
- 1635, Tele di scuola fiamminga che rappresentano allegoricamente i cinque sensi, attribuzione, opere provenienti da una raccolta privata e custodite nel duomo di San Giorgio Martire di Caccamo:[9]

1. ) La Vista è raffigurata da una giovane donna che s'imbelletta di fronte ad uno specchio, mentre un giovane nella penombra le porge dei profumi;
2. ) L'Udito è simboleggiato da una giovane suonatrice di spinetta accompagnata da un flautista;
3. ) Il Gusto è rappresentato da un oste che mesce il vino ad un giovane cavaliere:
4. ) L'Olfatto è simboleggiato da un giovane che annusa un mellone mentre il venditore, con un coltello in mano, attende il giudizio sulla merce;
5. ) Il Tatto è realizzato con una scena popolare: un cieco nell'incertezza dei passi stringe nervoso un ragazzo vestito di cenci, che atterrito cerca di sfuggirgli.